# Reichssicherheitsdienst
De Reichssicherheitsdienst (RSD) was een eenheid van de SS in nazi-Duitsland tijdens de Tweede Wereldoorlog. De dienst was verantwoordelijk voor de beveiliging van Adolf Hitler en andere prominente nazi's en stond onder leiding van SS-Gruppenführer Johann Rattenhuber. De RSD was de (gedeeltelijke) voorloper van de Reichssicherheitshauptamt.

## Geschiedenis

### RSD
De RSD werd opgericht op 15 maart 1933 als Führerschutzkommando in Beieren, als bescherming voor prominente nazi's in Beieren, aangezien daar regelmatig opstootjes waren. De dienst bestond uit voormalige leden van de Beierse politie. In 1934 werd het werkterrein van de RSD op aandringen van Heinrich Himmler uitgebreid tot het volledige Derde Rijk. Op 1 augustus 1935 werd de naam veranderd naar Reichssicherheitsdienst.
Van 1933 tot 1936 legden alle leden van de RSD de Wehrmachteed af, de officieren in het bijzijn van Hitler en Himmler. In 1937 werden alle leden van de RSD automatisch lid van de SS (indien hun Arische afstamming buiten kijf stond) en legden ze de SS-eed af.
Tijdens de Tweede Wereldoorlog was er discussie tussen de Wehrmacht en de SS over de positie van de RSD. Het OKW bepaalde dat alle RSD'ers deel uitmaakten van de Wehrmacht en gaf hem een overeenkomstige geheime militaire status en de naam van de RSD werd gewijzigd naar Reichssicherheitsdienst Gruppe Geheime Feldpolizei (GFP). Hierdoor waren de RSD'ers in feite leden van de geheime militaire politie en konden ze de hulp inroepen van de Feldgendarmerie of gewone soldaten, militaire gebouwen binnengaan en een militair uniform dragen.

## Taak
De RSD had tot taak het beveiligen van 14 topfiguren uit het naziregime. Om die taak te kunnen vervullen, had de RSD toegang tot alle veiligheidsdiensten en kon die desgewenst buitenspel zetten. Naast de persoonlijke veiligheid was de RSD ook verantwoordelijk voor het onderzoek naar moordplannen, beveiligen van locaties, controle van gebouwen en van personeel.

## Structuur
- Commandant: SS-Gruppenführer Johann Rattenhuber
- Onderdelen:
  1. Adolf Hitler & Obersalzberg
  2. Hermann Göring
  3. Joachim von Ribbentrop
  4. Heinrich Himmler
  5. Joseph Goebbels
  6. Wilhelm Frick
  7. Hans Frank (Praag)
  8. München
  9. Berchtesgaden
  10. Arthur Seyss-Inquart (Den Haag)
  11. Josef Terboven (Oslo)
  12. Karl Dönitz
  13. Werner Best (Kopenhagen)
  14. Ernst Kaltenbrunner
  15. Robert Ley
  16. Erich Koch
  17. Sicherheits-Kontrolldienst Reichskanzlei

RSHA (SD · Gestapo · Kripo · RSD) · Orpo · Abwehr